# Anumeta eberti
Anumeta eberti is een vlinder uit de familie spinneruilen (Erebidae). De wetenschappelijke naam is voor het eerst geldig gepubliceerd in 1961 door Wiltshire.
De soort komt voor in tropisch Afrika.